# Hamma
Hamma este o comună din landul Turingia, Germania.